# 楽園官邸
座標: 北緯39度51分28秒 東経127度46分50秒 / 北緯39.857744度 東経127.780674度
楽園官邸（ラグォンかんてい、英語: Ragwon Supreme Residence）または楽園招待所（ラグォンしょうたいじょ）は咸鏡南道楽園郡に所在する朝鮮民主主義人民共和国官邸。日本海に面し、眺望のすばらしい北朝鮮指導者金一族が私的に使用する豪華な別荘。咸興市にほど近く、咸興招待所（官邸）、72号招待所（官邸）などとも称する。

## 概要
日本海に面した金氏一族の別荘であり、金正日のおかかえ料理人であった藤本健二によれば、風光明媚な海岸に立地し、その眺望は大変見事なものである。朝鮮民主主義人民共和国鉄道省平羅線楽園駅付近から分岐する専用線を通じてアクセスできる、金正日専用の鉄道駅が付設されている。近くの砂浜は美しく、野営場があり、ジェットスキーが楽しめる。50メートルプールを船に埋め込み、高さ10メートルのウォータースライダーが2台取り付けられている全長80メートルの移動式プールは、元山官邸との間を船2艘で曳航される。
なお、楽園官邸の北方およそ20キロメートルには、秘密の巨大軍事工場があり、朝鮮人民軍海軍関係の部品製造や完成品組立をおこなっている。

## 施設
主な施設は、以下の通り。
- バスケット場
- 野営場
- 舞台
- 映画館 - 金ファミリーの別荘では定番の娯楽施設である。
- 各種ゲーム場
- 卓球場
- サウナ
- 専用エレベーター
- 専用駅
- ジェットスキー